# Megan Follows
Megan Elizabeth Laura Diana Follows, más conocida como Megan Follows, es una actriz canadiense-estadounidense, conocida por haber interpretado a Anne Shirley en la adaptación de 1985 de Ana de las tejas verdes de Lucy Maud Montgomery y también por su interpretación de Catherine de Médici, en la famosa serie histórica Reign (2013-2017)

## Biografía
Es hija del director de teatro canadiense Ted Follows y de la actriz Dawn Greenhalgh, tiene tres hermanos mayores Edwina Follows (escritora), Laurence Follows (actor) y Samantha Follows (actriz).
El 27 de abril de 1991 se casó con el fotógrafo Christopher "Chris" Porter quien conoció en el set de la película Deep Sleep, la pareja le dio la bienvenida a su primera hija Lyla Ann Porter en 1991 y a su hijo Russell Porter en 1994, el 18 de enero del mismo año la pareja se divorció.
En 1996 comenzó a salir con el actor canadiense Stuart Hughes, sin embargo la relación terminó en el 2010.

## Carrera
En 1977 apareció en un comercial para Bell Canada.
En 1980 se unió al elenco de la segunda temporada de la serie The Baxters donde interpretó a Lucy Baxter la pequeña hija de diez años de Jim y Susan Baxter, hasta el final de la serie en 1981.
En 1982 apareció como invitada en la serie The Littlest Hobo donde interpretó a Marti Bendall, anteriormente había aparecido por primera vez en la serie en  1981 donde dio vida a Rose en el episodio "Hidden Room".
En 1984 se unió al elenco de la serie Domestic Life donde dio vida a Didi Crane, la hija de quince años de Martin Crane un comentarista que decide mudarse a Seattle con su familia.
En 1985 consigue el rol principal de Anne Shirley en la adaptación más conocida del célebre libro canadiense de Lucy Maud Montgomery Ana de las Tejas Verdes, apareciiendo también en las continuaciones de la película.
En 1993 se unió al elenco de la serie Second Chances donde interpretó a Kate Benedict hasta el final de la serie el siguiente año.
En 1995 interpretó a la enfermera Lila Nolan, una mujer que tiene una larga lista de pacientes ancianos que habían muerto de envenenamiento y que es arrestada tras ser encontrada sosteniendo una jeringuilla llena de estricnina junto al cuerpo de su paciente Maggie Saunders (Audra Lindley) en la serie Murder, She Wrote.
En 1999 dio vida a Violet Thorne una mujer que usa al joven Merton J. Dingle en la serie Big Wolf on Campus.
En el 2000 apareció como invitada en la popular serie policíaca Law & Order interpretando a Megan Parnell, una mujer que pide ayuda para salvar a su hijo enfermo que se encontraba atrapado en su casa en llamas y que trágicamente muere en el incendio, finalmente Parnell es arrestada luego de que los detectives descubrieran que ella había iniciado el incendio para matar a su hijo.
En el 2001 apareció en un episodio de la popular serie de ciencia ficción The X-Files como Kath McCready, una mujer que da a luz a un bebé que resulta ser un extraterrestre, y ese mismo año apareció en la exitosa serie médica ER como Christy Larkin.
En el 2002 interpretó a la doctora de la doctora Dana Stowe (Janine Turner) en la serie médica Strong Medicine.
En el 2005 apareció como invitada en la popular serie policíaca Cold Case interpretando a Maura Mulvaney, una mujer cuya hermana gemela Vivian Mulvaney había sido asesinada cuando era pequeña por su propio padre el oficial Roger Mulvaney y por miedo a que le pasara lo mismo que a su hermana, su madre Cynthia Mulvaney la había abandonado en una iglesia en donde fue adoptada. Ese mismo año interpretó a Janice Keneally, una mujer que recientemente se había separado y que se encontraba en el peor momento de su vida en cuatro episodios de la primera temporada de la serie Robson Arms.
En el 2009 apareció como invitada en las series Lie to Me interpretando a Lorraine Burch, en Brothers & Sisters como Maggie Stephens en un episodio de la tercera temporada y, finalmente, en Raising the Bar como Reanne Chrisman. 
Ese mismo año apareció por primera vez en la serie canadiense Heartland interpretando a Lily Borden, la madre de Ty Borden (Graham Wardle), en dos episodios; y en el año 2012 volvió a interpretar a Lily en el episodio "Fool's Gold".
En el 2011 apareció en un episodio de la sexta temporada de la popular serie norteamericana House interpretando a una mujer que se hace pasar por Jennifer Williams, la exnovia del mecánico Cyrus Harry (Donal Logue), que gana la lotería y poco después es operado.
En el 2012 apareció como invitada en dos episodios de la serie Hollywood Heights como Beth Bridges, la madre biológica de Melissa Sanders (Ashley Holliday) y hermana de Lisa Sanders (Meredith Salenger). 
Ese mismo año apareció en la serie Longmire como Alice Stewart la esposa de Ray Stewart (C. Thomas Howell), el dueño de un rancho que se encuentra desaparecido, y se unió al elenco de la miniserie World Without End interpretando a Lady Maud, la madre de Merthin (Tom Weston-Jones) y Ralph (Oliver Jackson-Cohen).
En el 2013 se unió al elenco principal de la nueva serie Reign donde interpretará a la reina Catalina de Médici, la esposa del rey Enrique II de Francia (Alan Van Sprang).
En 2020 dirige su primera película, Maternal, en la que además interpreta a Claire, la madre de la protagonista, Charlie McLeod.

## Filmografía

### Series de televisión
| Año       | Título                         | Personaje            | Notas                                |
| --------- | ------------------------------ | -------------------- | ------------------------------------ |
| 2020      | October Faction                | Edith Mooreland      | 10 episodios                         |
| 2018      | Wynonna Earp                   | Michelle Gibson Earp | 6 episodios                          |
| 2013—2017 | Reign                          | Catherine de' Medici | 78 episodios                         |
| 2012      | World Without End              | Lady Maud            | 3 episodios - miniserie              |
| 2012      | Hollywood Heights              | Beth                 | 2 episodios                          |
| 2012      | Longmire                       | Alice Stewart        | episodio "A Damn Shame"              |
| 2009—2012 | Heartland                      | Lily Borden          | 3 episodios                          |
| 2011      | House                          | Jennifer Williams    | episodio "Changes"                   |
| 2009      | Raising the Bar                | Reanne Chrisman      | episodio "No Child's Left Behind"    |
| 2009      | Brothers & Sisters             | Maggie Stephens      | episodio "Missing"                   |
| 2009      | Lie to Me                      | Lorraine Burch       | episodio "Do No Harm"                |
| 2008      | The Border                     | Moira Davis          | episodio "Good Intentions"           |
| 2007      | Royal Canadian Air Farce       | -                    | episodio # 15.9                      |
| 2006      | Crossing Jordan                | Beth                 | episodio "Code of Ethics"            |
| 2005      | Cold Case                      | Maura Mulvaney       | episodio "A Perfect Day"             |
| 2005      | Robson Arms                    | Janice Keneally      | 4 episodios                          |
| 2005      | CSI: Miami                     | Chloe Grand          | episodio "Whacked"                   |
| 2004      | CSI: Crime Scene Investigation | Beth Darian          | episodio "Bad to the Bone"           |
| 2003      | Threat Matrix                  | Denise               | episodio "Veteran's Day "            |
| 2002      | Strong Medicine                | Doctora de Dana      | 3 episodios                          |
| 2002      | That's Life                    | Stella               | episodio "Gutterball"                |
| 2001      | Mentors                        | Annie Oakley         | episodio "Anything You Can Do"       |
| 2001      | The Division                   | Maestra de Ciencia   | episodio "Hero"                      |
| 2001      | The X-Files                    | Kath McCready        | episodio "Per Manum"                 |
| 2001      | ER                             | Christy Larkin       | episodio "A Walk in the Woods"       |
| 2000      | Family Law                     | Nancy Quinn          | episodio "Generations"               |
| 2000      | The Fugitive                   | Paula Bennett        | episodio "Miles to Go"               |
| 2000      | Made in Canada                 | Mandy Forward/Adele  | episodio "Beaver Creek - The Movie"  |
| 2000      | Law & Order                    | Megan Parnell        | episodio "Endurance"                 |
| 1999      | Big Wolf on Campus             | Violet Thorne        | episodio "Interview with a Werewolf" |
| 1995      | Murder, She Wrote              | Lila Nolan           | episodio "Home Care"                 |
| 1995      | The Outer Limits               | Karen Ross           | episodio "The Choice"                |
| 1993—1994 | Second Chances                 | Kate Benedict        | 6 episodios                          |
| 1993      | The Hidden Room                | Deanna Matthews      | episodio "Happily Ever After"        |
| 1989      | The Ray Bradbury Theater       | Aimee                | episodio "The Dwarf"                 |
| 1987      | ABC Afterschool Specials       | Dana Sherman         | episodio "Seasonal Differences "     |
| 1987      | American Playhouse             | Anna Mae Morgan      | episodio "Stacking"                  |
| 1986      | Comedy Factory                 | Tina Jackson         | episodio "The Faculty"               |
| 1984      | Domestic Life                  | Didi Crane           | 10 episodios                         |
| 1984      | Sons and Daughters             | Margaret             | -                                    |
| 1982      | The Littlest Hobo              | Marti Kendall        | 3 episodios                          |
| 1982      | Hangin' In                     | Cassie               | 2 episodios                          |
| 1982      | The Facts of Life              | Terry Largo          | episodio "Jo's Cousin"               |
| 1979—1980 | Matt and Jenny                 | Jenny Tanner         | 4 episodios                          |
| 1980      | The Great Detective            | Charity              | episodio "A Family Business"         |
| 1980—1981 | The Baxters                    | Lucy Baxter          | -                                    |
| 1978—1979 | A Gift to Last                 | -                    | -                                    |

### Películas
| Año  | Título                                     | Personaje           | Notas |
| ---- | ------------------------------------------ | ------------------- | --- |
| 2020 | Maternal                                   | Claire              | Además de actuar, es la primera película que Megan Follows dirige. Actúa junto a Amybeth McNulty quien hizo también el papel de Anne Shirley en la serie Anne with an E, que fue una adaptación de CBC/Netflix del libro Ana de las Tejas Verdes de L.M. Montgomery y ambas ostentan los roles principales (McNulty actúa como Charlie McLeod, hija de Claire). |
| 2014 | Hard Drive                                 | Barbara             | junto a Douglas Smith, Laura Wiggins & Jerry Granelli |
| 2013 | Bar None                                   | Tess Lavoir         | corto - junto a Nicholas Campbell, Clé Bennett, Christian Martyn & Paul Sun-Hyung Lee |
| 2012 | Where Are the Dolls                        | Elizabeth           | corto - junto a Shannon Barnett, Katie Boland, Nicola Correia Damude & Anastasia Phillips |
| 2009 | Booky's Crush                              | Francie Thomson     | Película de TV |
| 2007 | Booky and the Secret Santa                 | Francie Thomson     | Película de TV |
| 2000 | Anne of Green Gables: The Continuing Story | Anne Shirley Blythe | junto a Cameron Daddo, Jonathan Crombie, Schuyler Grant & Victoria Snow |
| 1990 | The Nutcracker Prince                      | Clara               | junto a Kiefer Sutherland, Mike MacDonald, Peter O'Toole & Phyllis Diller |
| 1987 | Anne of Green Gables: The Sequel           | Anne Shirley        | junto a Colleen Dewhurst, Wendy Hiller, Frank Converse & Jonathan Crombie |
| 1986 | Sin of Innocence                           | Jenny Colleran      | junto a Dermot Mulroney |
| 1985 | Anne of Green Gables                       | Anne Shirley        | junto a Colleen Dewhurst, Richard Farnsworth, Patricia Hamilton, Jonathan Crombie & Marilyn Lightstone |
| 1985 | Silver Bullet                              | Jane Coslaw         | junto a Corey Haim, Gary Busey, Everett McGill, Terry O'Quinn & Robin Groves |

### Escritora
| Año | Título            | Notas                                |
| --- | ----------------- | ------------------------------------ |
| -   | My Mother's House | coescritora - junto a Edwina Follows |

### Narradora y presentadora
| Año  | Título                                                   | Notas                  |
| ---- | -------------------------------------------------------- | ---------------------- |
| 2012 | Flight of the Butterflies                                | documental - narradora |
| 2008 | Small Voices: The Stories of Cambodia's Children         | documental - narradora |
| 2006 | The Great Polar Bear Adventure                           | película - narradora   |
| 2002 | Live to Air                                              | narradora              |
| 2003 | Dove Days: Journeys with Pakistan's Insan Street Theatre | documental - narradora |
| 2002 | Ice Girls                                                | documental - narradora |
| 1982 | Going Great                                              | co-presentadora        |

### Teatro
| Año        | Obra                                            | Personaje          | Director (a)    | Teatro               | Notas                                      |
| ---------- | ----------------------------------------------- | ------------------ | --------------- | -------------------- | ------------------------------------------ |
| 2012       | The Penelopiad                                  | Penelope           | -               | Nightwood Theatre    | -                                          |
| 2011       | This                                            | Jane               | -               | -                    | -                                          |
| 2010       | Cloud 9                                         | Ellen/Mrs. Sanders | Aliza Palmer    | Panasonic Theatre    | -                                          |
| 2008       | Night Mother                                    | -                  | -               | Soulpepper Theatre   | -                                          |
| 2007, 2008 | Caryl Churchill's Top Girls                     | Marlene            | Aliza Palmer    | -                    | -                                          |
| 2007       | Three Sisters                                   | -                  | -               | Soulpepper Theatre   | -                                          |
| 2006       | The Real Thing                                  | -                  | -               | -                    | -                                          |
| 2005       | Fool For Love                                   | -                  | -               | Soulpepper Theatre   | -                                          |
| 2001, 2003 | Hay Fever                                       | Myra Arundel       | Ted Follows     | -                    | -                                          |
| 2000       | The Seagull                                     | Nina               | Jack O'Brien    | Old Globe Theatre    | -                                          |
| 1997, 1999 | Uncle Vanya                                     | Sonya              | -               | The Atlantic Theatre | -                                          |
| 1997       | Othello                                         | Desdemona          | Michael Langham | The Citadel Theatre  | -                                          |
| 1996       | She Stoops to Conquer                           | Kate               | Michael Bowtree | The Atlantic Theatre | -                                          |
| 1996       | The Pursuit of the Good                         | Clarissa           | Richard Rose    | Centre's du Maurier  | -                                          |
| 1996       | A Doll's House                                  | Nora               | -               | The Atlantic Theatre | -                                          |
| 1995       | Amadeus                                         | Constanze Weber    | Richard Monette | -                    | -                                          |
| 1992, 1993 | Romeo & Juliet                                  | Juliet             | Richard Monette | -                    | -                                          |
| 1988       | The Effects of Gamma Rays on Man-in-the-Moon... | Matilda            | Peter Moss      | Young People's       | junto a Dawn Greenhalgh & Samantha Follows |
| 1988       | Les Liaisons                                    | Cecile DeVolange   | John Rubinstein | Williamstown Theatre | junto a Diane Wiest & Anne Archer          |

## Premios y nominaciones
| Año  | Categoría                                                                                        | Premio       | Películas                                  | Resultado |
| ---- | ------------------------------------------------------------------------------------------------ | ------------ | ------------------------------------------ | --------- |
| 2008 | Best Performance by an Actress in a Leading Role in a Dramatic Program or Mini-Series            | Gemini Award | Booky & the Secret Santa                   | Nominada  |
| 2007 | Best Performance by an Actress in a Featured Supporting Role in a Dramatic Program or Miniseries | Gemini Award | Booky Makes Her Mark                       | Nominada  |
| 2006 | Best Performance by an Actress in a Featured Supporting Role in a Dramatic Program or Miniseries | Gemini Award | Shania: A Life in Eight Albums             | Nominada  |
| 2004 | Best Performance by an Actress in a Leading Role in a Dramatic Program or Mini-Series            | Gemini Award | Open Heart                                 | Nominada  |
| 2000 | Best Performance by an Actress in a Leading Role in a Dramatic Program or Miniseries             | Gemini Award | Anne of Green Gables: The Continuing Story | Nominada  |
| 1990 | Best Performance by an Actress in a Leading Role                                                 | Genie Award  | Termini Station                            | Nominada  |
| 1989 | Best Foreign TV Personality - Female                                                             | TV Prize     | -                                          | Ganadora  |
| 1988 | Best Performance by a Lead Actress in a Dramatic Program or Mini-Series                          | Gemini Award | Anne of Green Gables: The Sequel           | Ganadora  |
| 1988 | Actress in a Movie or Miniseries                                                                 | ACE Award    | Anne of Green Gables: The Sequel           | Nominada  |
| 1986 | Best Performance by a Lead Actress in a Single Dramatic Program or Miniseries                    | Gemini Award | Anne of Green Gables                       | Ganadora  |